# Чъпръпджъ
„Чъпръпджъ“ (на турски: Çırpıcı) е квартал на Истанбул, разположен в околия Зейтинбурну. Общата му площ е 0,38 км2. Според данни на Адресната система за регистриране на населението (ABPRS) към 2023 г. населението на „Чъпръпджъ“ е 26 082 жители.